# Synd
Synd è un film del 1928, diretto da Gustaf Molander, basato sull'opera teatrale Delitto e delitto di August Strindberg.

## Trama
La scarsità di mezzi rende problematica una convivenza. Al drammaturgo parigino Maurice Gérard, ignorato dal circuito remunerativo dello spettacolo, scappa detto, in un diverbio con la moglie Jeanne: "sarebbe stato meglio non fosse mai nata!", intendendo riferirsi alla loro figlioletta in età prescolare, Marion. Ma finalmente un lavoro di Maurice viene prescelto per la rappresentazione al prestigioso Théatre de Paris: egli, prima di recarsi al teatro, annuncia la buona notizia al suo amico e dirimpettaio Adolphe, cui rende visita, come di consueto, camminando sui cornicioni dei tetti che dividono i loro due appartamenti fino a giungere alla sua finestra.
Adolphe, pittore, stava eseguendo un ritratto di Henriette Mauclerc, attrice, che, durante la visita di Maurice, nascosta dietro un tendaggio, ascoltava i discorsi dei due amici, e già si figurava la possibilità di sedurre il drammaturgo. È quanto accade in occasione della prima, che vede Henriette come protagonista, e nella quale l'opera risulta essere un successo. Maurice ed Henriette festeggiano fino all'alba in un separé del ristorante Gérard, e discutono sul loro possibile futuro. Henriette fa leva sull'affetto di Maurice per la figlia, al che il drammaturgo ritorna sull'infelice espressione "sarebbe stato meglio non fosse mai nata!", pur ripromettendosi di andare a dare l'addio alla figlia, prima di fuggire con Henriette. Al maître del ristorante capita di sentire questo frammento di discorso, che riferisce a Jeanne.
Jeanne ritorna a casa, e non vi ritrova la figlia; chiede ai vicini, ognuno dei quali ha la propria versione dei fatti.
Maurice è accusato di infanticidio, insieme ad Henriette. Vengono sentiti diversi testimoni, dal maître ai vicini di casa, e tutte le prove sembrano essere a loro sfavore, quando un usciere introduce la piccola Marion, che si era semplicemente persa per strada. Maurice è scagionato. Più tardi egli confida ad Adolphe che la porta di Jeanne è, per lui, costantemente chiusa: Adophe suggerisce allora di renderle visita attraverso la finestra.